# Thuidium brachythecium
Thuidium brachythecium là một loài Rêu trong họ Thuidiaceae. Loài này được (Hampe & Lorentz) A. Jaeger miêu tả khoa học đầu tiên năm 1878.